# Александровск
Александровск (рус. Александровск) град је у Русији у Пермском крају. Према попису становништва из 2010. године у граду је живело 14495 становника.

## Становништво
| 1939. | 1959.  | 1970.  | 1979.  | 1989.  | 2002.  | 2010.  |
| ----- | ------ | ------ | ------ | ------ | ------ | ------ |
| 7.572 | 19.053 | 18.286 | 19.993 | 20.073 | 16.231 | 14.495 |